# Lista över svenska tronpretendenter
Följande lista över svenska tronpretendenter redogör för de personer som har gjort anspråk på kungariket Sverige sedan slutet av 900-talet.

## Tronpretendenter
Erikska ätten

      Bjälboätten

      Huset Oldenburg

      Vasaätten

### Vikingatiden och äldre medeltiden (900- till 1100-talet)
| Namn                                           | Bild | Födelse         | Tronanspråk hävdades från | Orsak till anspråk | Tronanspråk upphörde                        | Död                                         | Orsak till att anspråken ej infriades                               | Källor |
| ---------------------------------------------- | ---- | --------------- | ------------------------- | --- | ------------------------------------------- | ------------------------------------------- | ------------------------------------------------------------------- | ------ |
| Styrbjörn Starke (osäker som historisk person) |      | Okänt födelseår | 970-talet                 | Hans far Olof Björnsson ska ha delat regeringsmakten med Erik Segersäll och Styrbjörn krävde denna del efter sin fars död.               | 980-talet stupad i slaget vid Fyrisvallarna | 980-talet stupad i slaget vid Fyrisvallarna | Erik Segersäll vägrade dela makten, vilket var orsaken till slaget. | [ 1 ]  |
| Erik Årsäll (troligtvis ej historisk)          |      | Okänt födelseår | 1080-talet                | Erik var son till Blot-Sven, som enligt vissa källor i kamp mot Inge den äldre ska ha hävdat sin fars rätt till makten efter dennes död. | 1080-talet                                  | 1080-talet                                  | Dödades av Inge den äldre.                                          | [ 2 ]  |
| Namn                                           | Bild | Födelse         | Tronanspråk hävdades från | Orsak till anspråk | Tronanspråk upphörde                        | Död                                         | Orsak till att anspråken ej infriades                               | Källor |

### Högmedeltiden och unionstiden (1200- till 1500-talet)
| Namn                                     | Bild                     | Födelse                    | Tronanspråk hävdades från | Orsak till anspråk | Tronanspråk upphörde                                                                 | Död                                                                                  | Orsak till att anspråken ej infriades | Källor |
| ---------------------------------------- | ------------------------ | -------------------------- | ------------------------- | --- | ------------------------------------------------------------------------------------ | ------------------------------------------------------------------------------------ | --- | ------ |
| Holmger Knutsson                         |                          | Troligtvis före 1220-talet | 1234                      | Holmger var äldste son till Knut Långe, som var svensk kung 1229–1234. Han yrkade på faderns rätt till tronen efter dennes död.                                                                  | 1248 avrättad av Birger jarl efter att ha förlorat slaget vid Sparrsätra året innan  | 1248 avrättad av Birger jarl efter att ha förlorat slaget vid Sparrsätra året innan  | Vid Knuts död återinsattes Erik den läspe och halte som svensk kung. | [ 3 ]  |
| Filip Knutsson                           |                          | Okänt födelseår            | 1248                      | Filip var andre son till Knut Långe och bror till Holmger Knutsson, som tog över broderns tronanspråk efter dennes död.                                                                          | 1251 avrättad av Birger jarl efter att ha förlorat slaget vid Herrevadsbro mot honom | 1251 avrättad av Birger jarl efter att ha förlorat slaget vid Herrevadsbro mot honom | Erik den läspe och halte var kung till sin död 1250 och därefter valdes Birger jarls son Valdemar till hans efterträdare. |        |
| Olof Håkansson (Bjälboätten)             | Olofs vapen på hans grav | Början av december 1370    | 1385                      | Olof var son till Håkan Magnusson, som var kung av Sverige 1362–1364, i sin tur son till Magnus Eriksson, som var kung av Sverige 1319–1364; Olof hävdade sin fars och farfars rätt till makten. | 3 augusti 1387                                                                       | 3 augusti 1387                                                                       | Albrekt av Mecklenburg var kung av Sverige 1364–1389. | [ 4 ]  |
| Kristian I (Oldenburgska ätten)          |                          | Februari 1426              | 28 september 1448         | Vald till kung av Danmark denna dag och hävdade då anspråk på makten i hela Kalmarunionen. | 21 maj 1481                                                                          | 21 maj 1481                                                                          | 1448 var Karl Knutsson kung av Sverige och förblev så till sin avsättning 1457. Den 23 juni detta år valdes Kristian till kung av Sverige, men avsattes samma dag 1464. Därefter övertogs makten i Sverige åter av olika riksföreståndare och av Karl Knutsson samt 1470 av Sten Sture den äldre. Kristian fortsatte efter sin avsättning att hävda anspråk fram till sin död. | [ 5 ]  |
| Hans (Oldenburgska ätten)                |                          | 1 eller 2 februari 1455    | 21 maj 1481               | Vald till kung av Danmark efter Kristian I:s död denna dag och hävdade då anspråk på makten i hela Kalmarunionen.                                                                                | 20 februari 1513                                                                     | 20 februari 1513                                                                     | Vid Hans trontillträde i Danmark var Sten Sture den äldre svensk riksföreståndare och förblev så till sin avsättning 1497. Den 6 oktober detta år erkändes Hans som kung av Sverige, men avsattes i augusti 1501. Samma år återtog Sten Sture den äldre makten som riksföreståndare och olika riksföreståndare fortsatte att inneha makten i Sverige under resten av Hans livstid. | [ 6 ]  |
| Kristian II (Oldenburgska ätten)         |                          | 1 juli 1481                | 20 februari 1513          | Vald till kung av Danmark efter Hans död denna dag och hävdade då anspråk på makten i hela Kalmarunionen.                                                                                        | 1540                                                                                 | 25 januari 1559                                                                      | Vid Kristians trontillträde i Danmark var Sten Sture den yngre riksföreståndare i Sverige och förblev så till sin död 3 februari 1520. Kristian valdes till svensk kung 1 november samma år, men avsattes 23 augusti 1521. Han avsattes även i Danmark 20 januari 1523, men gjorde under 1530-talet försök att återta de nordiska kronorna och fortsatte att hävda anspråken till 1540, då han avsade sig dem. Anspråken misslyckades eftersom Gustav Vasa var kung i Sverige sedan 1523 och Fredrik I och Kristian III var kungar av Danmark och Kristian II själv blev fängslad 1532. | [ 7 ]  |
| Nils Stensson Sture (ätten Natt och Dag) |                          | 1512                       | 1527                      | Nils var son till Sten Sture den yngre och ska enligt vissa tolkningar ha hävdat sin fars rätt till makten under Daljunkerns uppror 1527–1528.                                                   | 1528                                                                                 | 1528                                                                                 | Upproret misslyckades och Nils avrättades. | [ 8 ]  |
| Namn                                     | Bild                     | Födelse                    | Tronanspråk hävdades från | Orsak till anspråk | Tronanspråk upphörde                                                                 | Död                                                                                  | Orsak till att anspråken ej infriades | Källor |

### Nya tiden (1500- till 1800-talet)
| Namn                                       | Bild | Födelse         | Tronanspråk hävdades från | Orsak till anspråk | Tronanspråk upphörde | Död              | Orsak till att anspråken ej infriades | Källor |
| ------------------------------------------ | ---- | --------------- | ------------------------- | --- | -------------------- | ---------------- | --- | ------ |
| Sigismund (Vasaätten)                      |      | 20 juni 1566    | 24 juli 1599              | Sigismund var även kung av Polen sedan 1587. 1599 blev han avsatt som kung av Sverige, men vägrade under hela sitt liv att erkänna avsättningen eller erkänna efterföljande svenska regenter. | 19 april 1632        | 19 april 1632    | Karl IX och Gustav II Adolf blev Sveriges regenter 1599 respektive 1611. | [ 9 ]  |
| Vladislav IV av Polen (Vasaätten)          |      | 9 juni 1595     | 8 november 1632           | Vladislav var son till Sigismund och övertog dennes anspråk på den svenska tronen, när han själv blev kung av Polen. | 20 maj 1648          | 20 maj 1648      | Drottning Kristina var svensk regent under hela hans tid som kung av Polen. |        |
| Johan II Kasimir (Vasaätten)               |      | 22 mars 1609    | 20 november 1648          | Johan Kasimir var andre son till Sigismund och bror till Vladislav IV. Han fortsatte att hävda sin fars och sin brors anspråk på den svenska tronen från sitt tillträde till den polska tronen. | 23 april 1660        | 16 december 1672 | Drottning Kristina, Karl X Gustav och Karl XI var svenska regenter under hans tid som kung av Polen. I freden i Oliwa, som undertecknades mellan Sverige och Polen den 23 april 1660, avsade sig den polske monarken alla anspråk på den svenska tronen. |        |
| Karl Fredrik av Holstein-Gottorp           |      | 30 april 1700   | 23 januari 1719           | Karl Fredrik var son till den svenske kungen Karl XII:s syster Hedvig Sofia (Pfalziska ätten). Därför hävdade han anspråk på den svenska tronen från tiden efter Karl XII:s till sin egen död. | 18 juni 1739         | 18 juni 1739     | 23 januari 1719 valdes Ulrika Eleonora till regerande drottning av Sverige och 24 mars 1720 valdes Fredrik I till kung. | [ 10 ] |
| Gustav av Wasa (Holstein-Gottorpska ätten) |      | 9 november 1799 | 1844                      | Gustav var son till den svenske kungen Gustav IV Adolf och därmed svensk kronprins fram till faderns avsättning 1809. Vid Oscar I:s och Karl XV:s trontillträden (1844 och 1859) hävdade han principiellt anspråk på den svenska tronen, genom att formellt utfärda förklaringar om att han för tillfället inte hävdade "de oss tillkommande rättigheterna till svenska tronen" (det vill säga att han formellt ansåg sig ha rätt till tronen, men avstod från denna rätt). | 1859                 | 5 augusti 1877   | Vid hans formella protester var Oscar I och Karl XV kungar av Sverige. När Oscar II tillträdde den svenska tronen 1872 hävdade han inget anspråk. | [ 12 ] |
| Namn                                       | Bild | Födelse         | Tronanspråk hävdades från | Orsak till anspråk | Tronanspråk upphörde | Död              | Orsak till att anspråken ej infriades | Källor |